# Euctenurapteryx fumosa
Euctenurapteryx fumosa är en fjärilsart som beskrevs av Louis Beethoven Prout 1915. Euctenurapteryx fumosa ingår i släktet Euctenurapteryx och familjen mätare. Inga underarter finns listade i Catalogue of Life.